# سافيثا راداكريشنان

قدمت صوتها لـ جيوذيكا في الفيلم التاميل Chandramukhi ولـ سيمران وجيوذيكا . كما قدمت صوتها للممثلة التي تلعب دور نينا في مسلسل شيتي . في بارثيبان كانافو قدمت صوتها لـ سنيها في إحدى مظاهرها المزدوجة. 
1. ↑  Rao, Subha J. (17 Dec 2011). "Over to the voices…". The Hindu (بالإنجليزية الهندية). ISSN:0971-751X. Archived from the original on 2021-06-04. Retrieved 2019-10-07.